# 5,75 мм Велодог
5,75 мм Велодог — унитарный фланцевый патрон, созданный Шарлем-Франсуа Галаном для использования в револьверах «Велодог». Как правило, снаряжался свинцовой оболочечной пулей или мелкой дробью, но также выпускались не опасные для жизни варианты: c деревянной, пробковой или восковой пулей, или снаряженные ирритантами до-газовой эпохи — красным перцем или мелким песком. По состоянию на 2023 год производится компанией Fiocchi Munizioni.

## Другие названия
Встречается под следующими названиями: 5,5 mm No 8; 5,5 mm No 8 Cartouches Velo-dog; 5,5 mm Velo Dog; 5,5 mm Velo-dog Revolver; 5.5 x 29.6mmR, 5,5 x 30 R Velo-dog; 5,5 x 30 R Velo-dog Revolver; 5,6 mm Velodog 1912; 5,6 mm Velo-dog 1912; 5,75 mm Velo Dog; 5,75 х 30R VeloDog; 5,8 mm Velo-dog; 5,8 x 30 für Velo-dog; 5,8 x 30 Velo-dog; 6 mm Velodog;